# Saint-Robert (Corrèze)
Saint-Robert település Franciaországban, Corrèze megyében. Lakosainak száma 294 fő (2022. január 1.). Saint-Robert Ayen, Louignac, Segonzac és Coubjours községekkel határos.

## Népesség
A település népessége az elmúlt években az alábbi módon változott:
| Lakosok száma | 343  | 371  | 331  | 340  | 332  | 324  | 301  | 295  | 294  | 294  |
|               | 1968 | 1982 | 1990 | 2006 | 2013 | 2015 | 2017 | 2019 | 2020 | 2022 |